# 65 nanòmetres
| Tecnologia | Any  |
| ---------- | ---- |
| 10 um      | 1971 |
| 6 um       | 1974 |
| 3 um       | 1977 |
| 1,5 um     | 1982 |
| 1 um       | 1985 |
| 800 nm     | 1989 |
| 600 nm     | 1994 |
| 350 nm     | 1995 |
| 250 nm     | 1997 |
| 180 nm     | 1999 |
| 130 nm     | 2001 |
| 90 nm      | 2004 |
| 65 nm      | 2006 |
| 45 nm      | 2008 |
| 32 nm      | 2010 |
| 22 nm      | 2012 |
| 14 nm      | 2014 |
| 10 nm      | 2017 |
| 7 nm       | 2018 |
| 5 nm       | 2020 |

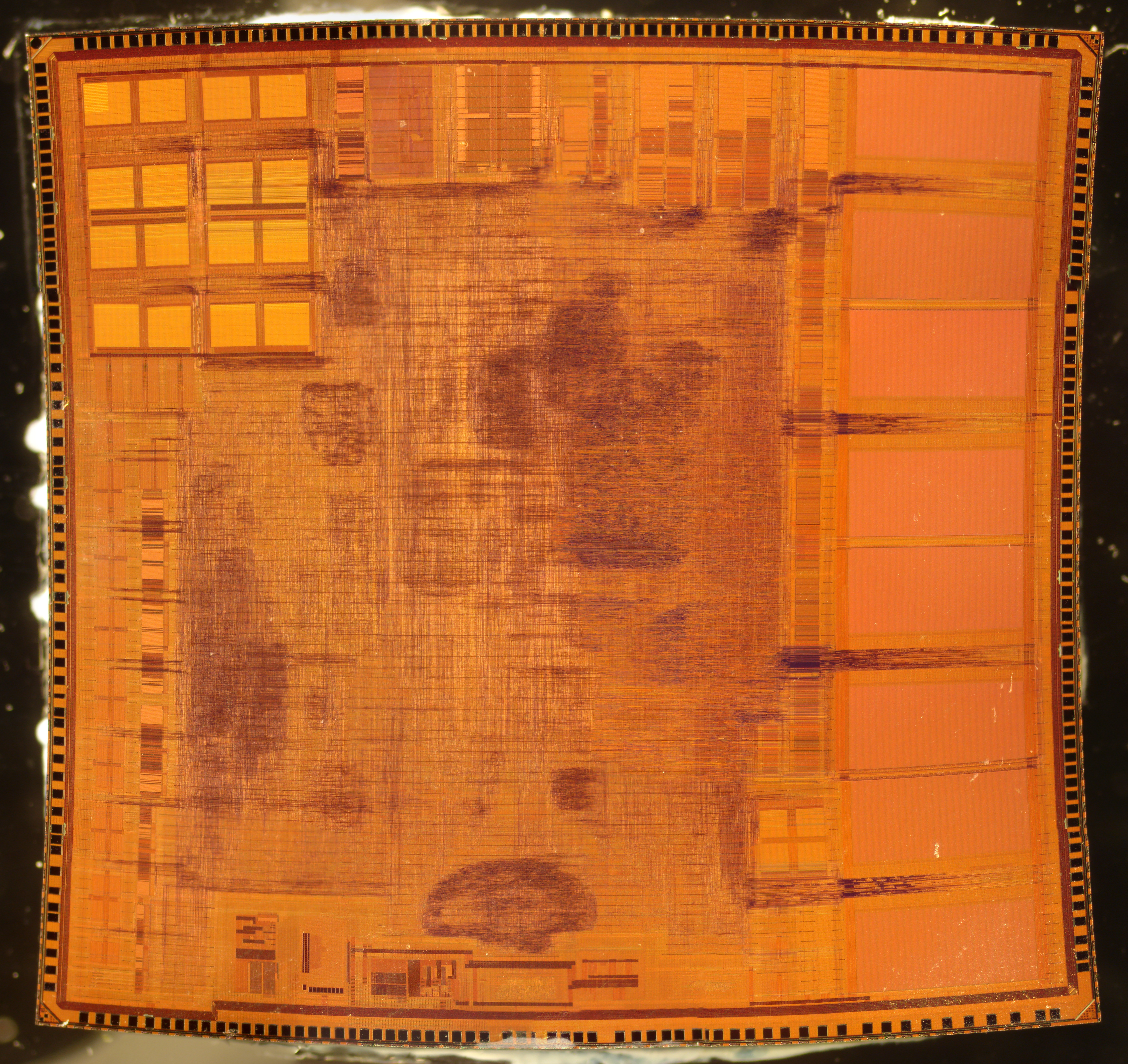
Fig.1 Exemple de tecnologia de 65 nm : Texas Instruments OMAP

65 nanòmetres (65 nm) és una tecnologia de fabricació de semiconductors en què els components tenen una dimensió de 65 nm. És una millora de la tecnologia de 90 nm. La llei de Moore diu que la superfície és redueix a la meitat cada 2 anys, per tant el costat del quadrat de la nova tecnologia serà de {\displaystyle 65\simeq {\frac {90}{\sqrt {2}}}}. Sabent que els àtoms de silici tenen una distància entre ells de 0,543 nm, llavors el transistor té de l'ordre de 100 àtoms de largada.

## Història
El 2007, Intel, AMD, IBM, UMC, Chartered i TMSC produeixen circuits integrtas amb tecnologia 65 nm.

## Tecnologia emprada
- Tensió del nucli : 1.0V
- Gruixos de porta de transistor tant petit com 1,2nm.
- Materials dielèctrics de low-k (k=2,25) per a reduir les capacitats paràsites entre transistors.
- Materials dielèctrics de high-k per a augmentar la capacitat de porta dels transistors.

## Processadors
| icant     | Data | CPU                  | Notes |
| --------- | ---- | -------------------- | ----- |
| Intel     | 2006 | Pentium 4, D         |       |
| Intel     | 2006 | Celeron D            |       |
| Intel     | 2006 | Core, 2              |       |
| Intel     | 2006 | Xeon                 |       |
| AMD       | 2007 | Athlon 64            |       |
| AMD       | 2007 | Turion 64 X2         |       |
| AMD       | 2007 | Phenom               |       |
| IBM       | 2007 | Cell, z10            |       |
| Microsoft | 2008 | Falcon, Opus, Jasper |       |
| Sun       | 2007 | UltraSPARC T2        |       |
| AMD       | 2008 | Turion Ultra         |       |
| TI        | 2008 | OMAP 3               |       |

| Fabricant                | Intel     | Intel   | IBM / Toshiba / Sony / AMD | IBM / Toshiba / Sony / AMD | TI       | TI      | IBM / Chartered / Infineon / Samsung | IBM / Chartered / Infineon / Samsung | TSMC      | TSMC    | Fujitsu              | Fujitsu              |
| ------------------------ | --------- | ------- | -------------------------- | -------------------------- | -------- | ------- | ------------------------------------ | ------------------------------------ | --------- | ------- | -------------------- | -------------------- |
| Nom del procés           | P1264     | P1264   |                            |                            |          |         |                                      |                                      |           |         | CS-200/CS-201/CS-250 | CS-200/CS-201/CS-250 |
| Primera producció        | 2005      | 2005    | 2005                       | 2005                       | 2007     | 2007    | 2005                                 | 2005                                 | 2005      | 2005    | 2006                 | 2006                 |
| Tipus                    | 300mm     | 300mm   | 300mm                      | 300mm                      | 300mm    | 300mm   | 300mm                                | 300mm                                | 300mm     | 300mm   | 300mm                | 300mm                |
| Oblia                    | 8         | 8       | 10                         | 10                         | 11       | 11      | 10                                   | 10                                   |           |         | 11                   | 11                   |
| Capes de Metal           | Value     | 90 nm Δ | Value                      | 90 nm Δ                    | Value    | 90 nm Δ | Value                                | 90 nm Δ                              | Value     | 90 nm Δ | Value                | 90 nmΔ               |
|                          | 220 nm    | 0.85x   | 250 nm                     | ?x                         | ? nm     | ?x      | 200 nm                               | 0.82x                                | 160 nm    | 0.67x   | ? nm                 | ?x                   |
| Pas de contacte de porta | 210 nm    | 0.95x   | ? nm                       | ?x                         | ? nm     | ?x      | 180 nm                               | 0.73                                 | 180 nm    | 0.75x   | ? nm                 | ?x                   |
| Pas de connexió          | 0.570 µm² | 0.57x   | 0.540 µm²                  |                            | 0.49 µm² |         | 0.540 µm²                            | 0.55x                                | 0.499 µm² | 0.50x   |                      |                      |
| Cel·lula 1 bit de RAM    | 0.680 µm² |         | 0.65 µm²                   | 0.65x                      | 0.49 µm² |         | 0.676 µm²                            | 0.54x                                | 0.525 µm² | 0.53x   | ? µm²                | ?x                   |
| Cel·lula 1 bit de DRAM   |           |         | 0.127 µm²                  | 0.67x                      |          |         | 0.189 µm²                            | 0.69x                                |           |         |                      |                      |